# Wamyō ruijushō
Il Wamyō ruijushō o Wamyō ruijūshō (倭名類聚抄? lett. "Nomi giapponesi per cose, classificate e annotate") è un dizionario giapponese del 938 di Caratteri cinesi. Lo scolaro del periodo Heian Minamoto no Shitagō (源順? 911-983) ne iniziò la stesura il 934, su richiesta della figlia dell'imperatore Daigo. Wamyō ruijushō è abbreviato in Wamyōshō; in tale forma c'è una variazione ortografica di: 和名類聚抄 con wa (和?, Armonia, Giappone) per wa (倭?, Nano, Giappone) e 倭名類聚鈔 con shō (鈔?, Copiare, sintetizzare) per shō (抄?, Copiare, annotare).
Rappresenta il più vecchio dizionario giapponese ordinato per categorie semantiche. Questo antico sistema lessicografico di collazione si sviluppò nei Dizionari cinesi come l'Erya, lo Xiao Erya, e lo Shiming. Il Wamyōshō ordina i kanji, inizialmente sostantivi, in un capitolo principale(bu 部) diviso in subcaptoli (rui 類). Per istanza, i capitoli tenchi (天地 "Paradiso e terra") includono otto categorie semantiche come seishuku (星宿 "stelle e costellazioni"), un'u (雲雨 "nuvole e pioggia"), e fūsetsu (風雪 "vento e neve").
Ogni lemma del dizionario fornisce il carattere cinese, le fonti, pronuncia cinese, definizioni e letture giapponesi (nel sistema Man'yōgana che rappresenta le sillabe con altri kanji. Cita oltre 290 fonti, sia cinesi (come lo Shuowen Jiezi) che giapponesi (come il Man'yōshū).
Il Wamyō ruijushō sopravvive in un'edizione da 10 volumi(十巻本)e una da 20(二十巻本). La più grande fu scritta nel 1617 con commenti di Nawa Dōen (那波道円, 1595-1648) e si usò nel Periodo Edo fino al 1883 con l'edizione a dieci volumi detta Senchū Wamyō ruijushō (箋注倭名類聚抄). Essa aveva 24 capitoli divisi in un totale di 128 subcapitoli, mentre quella da venti ne aveva rispettivamente 32 e 249.  Questa tabella illustra quali capitoli sono categorizzati nell'edizione da 10 volumi.
|    | Rōmaji   | Kanji | Traduzione          | Soggetto                                             |
| -- | -------- | ----- | ------------------- | ---------------------------------------------------- |
| 1  | Tenchi   | 天地  | Universo            | costellazioni, meteorologia, kami, terra, topografia |
| 2  | Jinrin   | 人倫  | Umani               | genere, infanzia, famiglia, matrimonio               |
| 3  | Keitai   | 形体  | Corpo               | parti del corpo, organi sensoriali ed interni        |
| 4  | Shippei  | 疾病  | Malattie            | disagi, ferite                                       |
| 5  | Jutsugei | 術藝  | Arti                | arti marziali, arti fini, oratoria                   |
| 6  | Kyosho   | 居處  | Architettura        | case, muri, porte, strade                            |
| 7  | Sensha   | 舟車  | veicolo             | navi, carghi, carri                                  |
| 8  | Chinpō   | 珍寶  | Tesori              | metalli preziosi, gioielli                           |
| 9  | Fuhaku   | 布帛  | Tessuti             | ricamo, sete, fabbriche tessili                      |
| 10 | Shōzoku  | 装束  | Abbigliamento       | cappelli, vestiti, cinture, scarpe                   |
| 11 | Inshoku  | 飲食  | Cibo e bevande      | liquori, bevande, cibo cotto, frutti, carni          |
| 12 | Kibei    | 器皿  | Utensili            | oggetti di metallo, legno e bambù                    |
| 13 | Tōka     | 燈火  | Illuminazione       | lampade, luci, luminescenza                          |
| 14 | Chōdo    | 調度  | Oggetti e scorte    | apparecchi, strumenti, armi, utensili, forniture     |
| 15 | Uzoku    | 羽族  | Uccelli             | volatili, piume, ornitologia                         |
| 16 | Mōgun    | 毛群  | Animali selvaggi    | specie selvatiche, parti del corpo                   |
| 17 | Gyūsha   | 牛馬  | Animali domestici   | bestiame, cavalli, pecore, parti del corpo           |
| 18 | Ryōgo    | 龍魚  | Animali acquatici   | draghi, pesci, rettili, anfibi                       |
| 19 | Kibai    | 龜貝  | Pesci conchigliati  | tartarughe, specie acquatiche in esoscheletro        |
| 20 | Chūchi   | 蟲豸  | Animali miscellanei | insetti, vermi, piccoli rettili                      |
| 21 | Tōkoku   | 稲穀  | Grani               | riso, cereali                                        |
| 22 | Saiso    | 菜蔬  | vegetali            | tuberi, alghe, piante commestibili                   |
| 23 | Kayu     | 果蓏  | Frutti              | frutta, meloni                                       |
| 24 | Sōmoku   | 草木  | Piante              | erbe, torbiere, vini, fiori, alberi                  |

Il Wamyō ruijushō in generale fu un antenato delle enciclopedie giapponesi. Al giorno d'oggi, procura a linguisti e storici un registro della lingua giapponese di 1000 anni fa.